# Box (film)
Box is een Roemeens-Duits-Franse film uit 2015, geschreven en geregisseerd door Florin Şerban. De film ging in première op 7 juli op het Internationaal filmfestival van Karlsbad.

## Verhaal
Rafael is een negentienjarige beloftevolle Roma-bokser. Hij brengt zijn leven door in een routine van werken, trainen en woont samen met zijn vader in een eenvoudige woning. Dagelijks ziet hij de 34-jarige Cristina passeren naar haar werk in het theater. Cristina’s huwelijk met een collega-acteur heeft zijn passie verloren en ze bevindt zich op een kritiek keerpunt in haar leven. Hun schijnbaar eentonige levens kruisen elkaar en bij deze ontmoeting tussen twee tegenpolen ontstaat een nieuwe werkelijkheid. 

## Rolverdeling
| Acteur           | Personage  |
| ---------------- | ---------- |
| Rafael Florea    | Rafael     |
| Hilda Péter      | Cristina   |
| Nicolae Motrogan | Grootvader |